# Grant Withers
Grant Whiters, all'anagrafe Granville G. Withers (Pueblo, 17 gennaio 1905 – North Hollywood, 27 marzo 1959), è stato un attore statunitense attivo sia in cinema che in televisione fra gli anni venti e gli anni cinquanta.

## Biografia
In gioventù lavorò anche come agente di vendite in una compagnia petrolifera e come giornalista. È ricordato per essere stato l'interprete, nel 1937, del primo serial cinematografico incentrato sul personaggio di Jungle Jim, Jim della jungla, in seguito interpretato da Johnny Weissmuller sul grande schermo in una serie di sedici film, e poi sul piccolo schermo nel 1955 nella serie televisiva omonima.

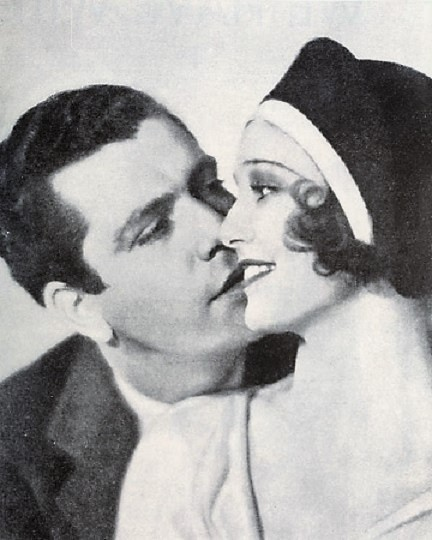
Con la prima moglie Loretta Young

Attivo già all'epoca del cinema muto, apparve in oltre duecento film, fra cui film western e d'avventura di successo, come Vendetta (1939), La grande conquista (1947) e Il massacro di Fort Apache (1948). Impersonò anche l'ispettore Street nella serie di sei film del detective Wong (impersonato da Boris Karloff per i primi cinque, e da Keye Luke nel sesto), dal 1939 al 1940.
Via via che la sua carriera progrediva, non altrettanto aumentava la sua influenza nell'ambito dello showbiz hollywoodiano, nonostante egli fosse forte di un contratto decennale con la Republic Pictures. La sua amicizia con il regista John Ford e con l'attore John Wayne gli garantì tuttavia la partecipazione a nove film di Wayne. Per il resto fu impiegato in ruoli secondari da caratterista in thriller di seconda serie, come La vita di un gangster (1958) di Roger Corman, serial western o d'avventura (fra cui la serie della Universal Pictures su Jim della Jungla) e telefilm.
Si sposò cinque volte, ed ogni suo matrimonio si concluse prematuramente: rimase sposato per un anno, dal 1930 al 1931 all'allora diciassettenne Loretta Young (le nozze furono poi dichiarate nulle); successivamente con Gladys Joyce Walsh e infine, dal 1953 al 1955, con l'attrice di origine cubana Estelita Rodriguez.
Morì suicida con una overdose di barbiturici, in preda allo sconforto per problemi di salute. È sepolto al Forest Lawn Memorial Park di Glendale, contea di Los Angeles.

## Filmografia parziale

### Cinema
- So Long Bill, regia di Edward Ludwig (1925)
- Fighting Hearts, regia di Ralph Ceder (1926)
- Smouldering Tires, regia di Ralph Ceder (1926)
- All's Swell That Ends Swell, regia di Ralph Ceder (1926)
- The Gentle Cyclone, regia di W. S. Van Dyke (1926)
- Controcorrente (Upstream), regia di John Ford (1927)
- The Final Extra, regia di James P. Hogan (1927)
- La preda azzurra (Madonna of Avenue A), regia di Michael Curtiz (1929)
- Cuori in esilio (Hearts in Exile), regia di Michael Curtiz (1929)
- Trafalgar (The Divine Lady), regia di Frank Lloyd  (1929)
- In the Headlines, regia di John G. Adolfi (1929)
- Gelosia (The Other Tomorrow), regia di Lloyd Bacon (1930)
- Scarlet Pages, regia di Ray Enright (1930)
- Donne di altri uomini (Other Men's Women), regia di William A. Wellman (1931)
- Red Haired Alibi, regia di Christy Cabanne (1932)
- Vendetta (The Mystery of Mr. Wong), regia di William Nigh (1939)
- Tomboy, regia di Robert F. McGowan (1940)
- Il fantasma della città (Phantom of Chinatown), regia di Phil Rosen (1940)
- Il molto onorevole Mr. Pulham (H.M. Pulham, Esq.), regia di King Vidor (1941)
- La signorina e il cow-boy (A Lady Takes a Chance), regia di William A. Seiter (1943)
- Terra nera (In Old Oklahoma), regia di Albert S. Rogell (1943)
- I conquistatori dei sette mari (The Fighting Seabees), regia di Edward Ludwig (1944)
- Dakota, regia di Joseph Kane (1945)
- Sfida infernale (My Darling Clementine), regia di John Ford (1946)
- La grande conquista (Tycoon), regia di Richard Wallace (1947)
- Il massacro di Fort Apache (Fort Apache), regia di John Ford (1948)
- I rapinatori (The Plunderers), regia di Joseph Kane (1948)
- La strega rossa (Wake of the Red Witch), regia di Edward Ludwig (1948)
- Inferno di fuoco (Hellfire), regia di R.G. Springsteen (1949)
- Dopo Waterloo (The Fighting Kentuckian), regia di George Waggner (1949)
- Frecce avvelenate (Rock Island Trail), regia di Joseph Kane (1950)
- L'orda selvaggia (The Savage Horde), regia di Joseph Kane (1950)
- Rio Bravo (Rio Grande), regia di John Ford (1950)
- I conquistatori della Sirte (Tripoli), regia di Will Price (1950)
- Il mio bacio ti perderà (Belle Le Grand), regia di Allan Dwan (1951)
- I pirati di Barracuda (The Sea Hornet), regia di Joseph Kane (1951)
- L'impero dei gangster (Hoodlum Empire), regia di Joseph Kane (1952)
- La sceriffa dell'Oklahoma (Oklahoma Annie), regia di R.G. Springsteen (1952)
- Minnesota (Woman of the North Country), regia di Joseph Kane (1952)
- Il giustiziere dei tropici (Tropic Zone), regia di Lewis R. Foster (1953)
- Il sole splende alto (The Sun Shines Bright), regia di John Ford (1953)
- Il ribelle di Giava (Fair Wind to Java), regia di Joseph Kane (1953)
- Il grande incontro (Champ for a Day), regia di William A. Seiter (1953)
- All'ombra del patibolo (Run for Cover), regia di Nicholas Ray (1955)
- Lady Godiva (Lady Godiva of Coventry), regia di Arthur Lubin (1955)
- La figlia del capo indiano (The White Squaw), regia di Ray Nazarro (1956)
- I quattro cavalieri del terrore (Hell's Crossroads), regia di Franklin Adreon (1957)
- La maschera nera di Cedar Pass (The Last Stagecoach West), regia di Joseph Kane (1957)
- La vita di un gangster (I Mobster), regia di Roger Corman (1959)

### Televisione
- Screen Directors Playhouse – serie TV, episodio 1x15 (1956)
- Crossroads – serie TV, episodio 2x01 (1956)
- Corky, il ragazzo del circo (Circus Boy) – serie TV, episodi 1x08-2x02 (1956-1957)
- Carovane verso il West (Wagon Train) – serie TV, un episodio (1957)
- Jean LeBec Story – serie TV, un episodio (1957)
- The Restless Gun – serie TV, episodio 1x14 (1957)
- Gunsmoke – serie TV, episodio 2x15 (1957)
- Le leggendarie imprese di Wyatt Earp (The Life and Legend of Wyatt Earp) – serie TV, 2 episodi (1957-1958)
- Have Gun - Will Travel – serie TV, 3 episodi (1957-1958)
- I racconti del West (Dick Powell's Zane Grey Theater) – serie TV, 2 episodi (1957-1959)
- Lassie – serie TV, un episodio (1958)
- Flight – serie TV, episodio 1x15 (1958)
- Perry Mason – serie TV, episodio 1x34 (1958)
- Frontier Justice – serie TV, 2 episodi (1958-1961)
- The Texan – serie TV, episodio 1x21 (1959)
- 26 Men – serie TV, episodi 2x14-2x34 (1959)
- Disney's Wonderful World – serie TV, 2 episodi (1959)
- Northwest Passage – serie TV, un episodio (1959)
- Tales of the Texas Rangers – serie TV, un episodio (1959)

## Doppiatori italiani
- Giorgio Capecchi in Terra nera
- Gaetano Verna in Il cavaliere audace
- Glauco Onorato in Sfida infernale
- Luigi Pavese in Il massacro di Fort Apache
- Olinto Cristina in Dopo Waterloo
- Achille Majeroni in Rio Bravo
- Manlio Busoni in I conquistatori della Sirte